# إسماعيل بن النسفي
إسماعيل بن النسفي الكندي الحنفي ( بعد 167 هـ - بعد 784 م )، وقيل اسمه إسماعيل بن اليسع الكندي الحنفي: أول من أدخل مذهب أبي حنيفة إلى مصر. وأول حنفي ولي قضاء مصر. واستقضي بها سنة 164 هـ وآصابه مرض الشلل النصفي وعزل سنة 167 هـ.